# Vývěva

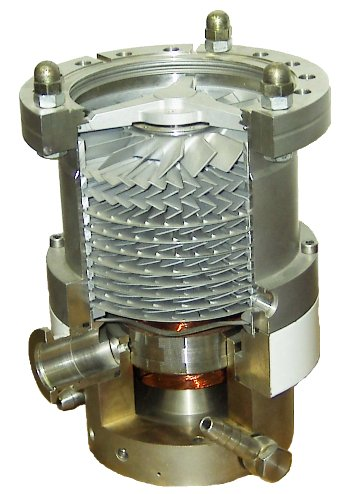
Turbomolekulární vývěva

Vývěva je zařízení, které odčerpává vzduch či jiné plyny z uzavřeného prostoru, a vytváří tak částečné vakuum. Vývěva je vlastně plynové čerpadlo, proto podobně jako u čerpadel existuje řada různých konstrukčních řešení vývěv. Vývěvy lze dělit jednak podle fyzikálního principu činnosti, jednak podle míry vakua, které mohou dosáhnout.
První mechanickou vývěvu sestrojil v 17. století Otto von Guericke.

## Vývěvy podle principu činnosti
- mechanické vývěvy vytlačují plyn jako čerpadla kapalinu:
  - pístová vývěva vytváří podtlak a užívá se hlavně pro demonstrační účely
    - Geisslerova vývěva

  - odstředivé čerpadlo (vysavač)
  - piškotová vývěva
  - rotační (lamelová) vývěva
  - kapalinokružná vývěva
- na základě Bernoulliho jevu a strhávání molekul plynu proudem kapaliny nebo plynu
  - parní vývěva (ejektor) – použitá u sací brzdy
  - vodní vývěva – jednoduchý systém používaný v některých provozech.
  - vzduchová vývěva – na tomto principu je založena fixírka
  - difuzní vývěvy rtuťové, olejové atd. pro vysoké vakuum
- Sorpční vývěvy (vážou molekuly plynu) pro vysoké vakuum
  - Ionizační vývěvy se silným elektrickým polem vážou molekuly plynu iontovou chemisorpcí
  - Sorpční vývěvy (gettery) vážou plyn na povrch určité látky s velkým specifickým povrchem

## Vývěvy podle stupně vakua
- Vývěvy pro podtlak (do 300 hPa):
  - pístové vývěvy
  - odstředivá čerpadla
  - parní a vzduchové vývěvy
- Vývěvy pro hrubé vakuum (300-1 hPa):
  - vodní vývěvy
  - šroubová kola
- Vývěvy pro jemné vakuum (do 10−3 hPa):
  - rotační vývěvy, jednostupňové a dvoustupňové
- Vývěvy pro vysoké vakuum (do 10−7 hPa):
  - difuzní vývěvy
  - sorpční vývěvy, getry
- Vývěvy pro ultra vysoké vakuum (do 10−12 hPa):
  - ionizační vývěvy
  - turbomolekulární vývěvy.

## Příklady konstrukcí vývěv
- Pístová vývěva funguje jako obyčejná pumpa (např. pumpička na kolo) s pístem a ventily. Je konstrukčně jednoduchá, dovoluje však dosáhnout pouze podtlak.
- Hadicová vývěva je tvořena pružnou hadičkou uvnitř válcové plochy. Rotor vývěvy má dva válečky, které z hadičky vytlačují plyn. Používá se jako čerpadlo ("peristaltické čerpadlo") i vývěva u velmi jednoduchých laboratorních aplikací.
- Kapalinová (vodní) vývěva. Trubicí 1 rychle proudí kapalina, trubice 2 vede do odčerpávaného prostoru. Podle Bernoulliho jevu je tlak v místě rychle proudící kapaliny nižší než v místě, kde kapalina proudí pomaleji, takže rozdíl tlaku nasává plyn z trubice 2 a odvádí vývodem trubice 1. Fungování vývěvy napomáhá i to, že částice plynu v trubici 2 v místě A jsou „strhávány“ proudící kapalinou. Současné komerčně vyráběné vývěvy jsou velmi výkonné a běžně s nimi lze dosáhnout snížení tlaku až na 10 Pa.

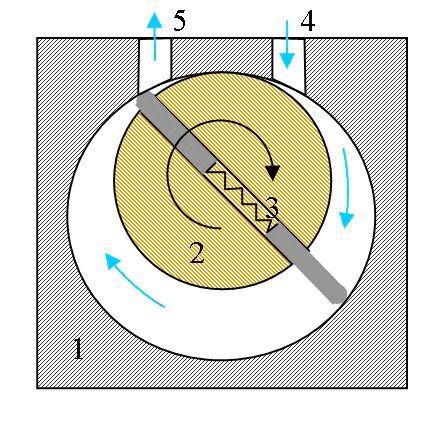
Princip rotační vývěvy

- Rotační (lamelové) vývěvy slouží k dosažení jemného vakua a jako první stupně systémů vysokého a ultra vysokého vakua. Ve válcové komoře (1) se otáčí válec (2), který se na jedné straně těsně dotýká stěny komory. Ve štěrbině válce jsou dvě přepážky (3), které od sebe odtlačují pružiny, takže těsně přiléhají ke stěnám komory. Vývěva nasává plyn z pravého hrdla (4), stlačuje a vypouští levým hrdlem (5). Celý systém bývá ponořen v oleji. Pro dosažení lepšího vakua se vyrábí ve dvojstupňovém provedení, kde tyto dva stupně jsou v sérii. Dvojstupňová rotační vývěva může dosahovat jemné vakuum až do 10−4 hPa tlaku.
- Kapalinokružná vývěva se podobá lamelové vývěvě. Místo oleje se používá voda, která v důsledku odstředivé síly krouží po obvodu čerpací komory, maže a těsní prostor mezi lamelami a stěnou komory. Voda se za provozu neustále doplňuje a opouští čerpací komoru. Dosažitelné vakuum je omezeno tlakem nasycených par vody. Výhodou je možnost evakuovat vodní páru i chemicky reaktivní plyny, protože na rozdíl od rotačních vývěv nehrozí nebezpečí znečištění oleje.

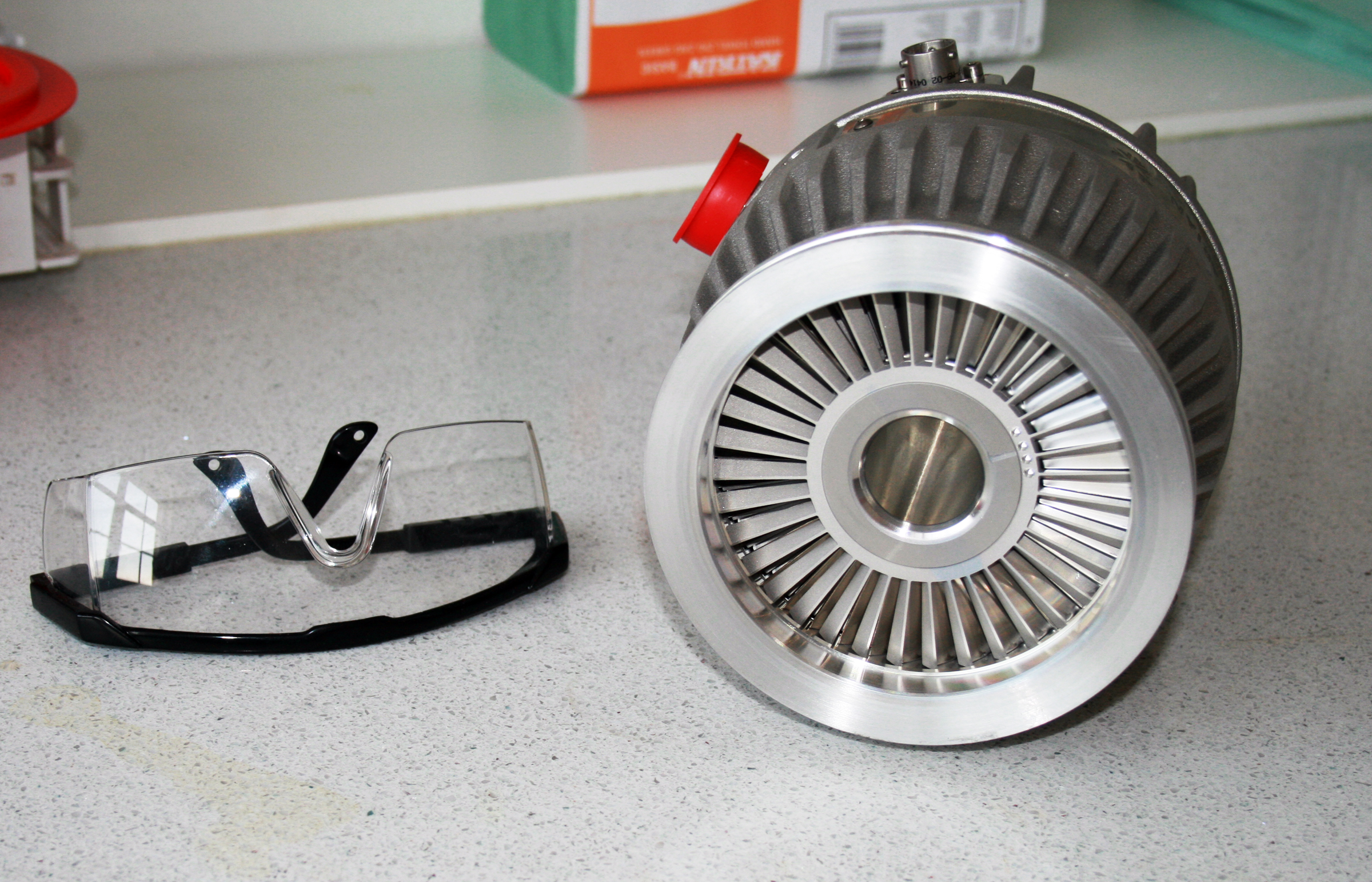
Turbomolekulární vývěva

- Difuzní vývěva nemá žádné pohyblivé části a funguje podobně jako kapalinová vývěva, v oblasti vyššího vakua však působí pouze strhávání molekul plynu rychle proudící kapalinou nebo parou. Dosažitelné vakuum je omezeno tlakem nasycených par čerpací kapaliny. Dříve používala rtuť nebo parafin, dnes většinou speciální oleje, minerální nebo silikonové.
- Sorpční vývěvu tvoří prostě povrch vhodné látky, která na sebe váže zbytkové molekuly plynu. Typickým příkladem jsou getry, kovově lesklé povlaky na vnitřní straně baňky vakuových elektronek, obrazovek atd., které dlouhodobě udržují vysoké vakuum uvnitř baňky. V trvale čerpaných zařízeních sorpční vývěvy využívají sorpční schopnosti aktivního uhlí, nebo (častěji) zeolitu chlazeného kapalným dusíkem. Hodí se pro čerpání v oblasti vyšších tlaků. Pro získání nejnižších tlaků je vhodným sorbentem titan v čerstvě napařené vrstvě na studeném povrchu.
- Turbomolekulární vývěvy jsou mnohostupňové lopatkové turbíny, které udělují molekulám plynu kinetickou energii, a vyrážejí je tak z čerpaného prostoru.